# خوان سون
خوان سون (بالإسبانية: Juan Son)‏ هو مغني وكاتب أغاني مكسيكي، ولد في 24 يناير 1984 في غوادالاخارا في المكسيك.

## وصلات خارجية
- خوان سون على موقع ميوزك برينز (الإنجليزية)
- خوان سون على موقع ديسكوغز (الإنجليزية)